# Shelton (Connecticut)
Shelton ist eine Stadt im Fairfield County im US-amerikanischen Bundesstaat Connecticut mit 40.869 Einwohnern (US-Census 2020).
Die geografischen Koordinaten sind: 41,30° Nord, 73,14° West. Das Stadtgebiet hat eine Größe von 82,7 km².

## Sehenswürdigkeiten
- Indian Well State Park: Der Park liegt am Westufer des Housatonic River und am  Lake Housatonic (Stausee mit Strand und Bootsanlegeplatz).

### National Register of Historic Places
- Plumb Memorial Library

## Persönlichkeiten
- Helen Barnes (1895–1925), Schauspielerin
- Peter Leo Gerety (1912–2016), Erzbischof von Newark
- Ernest Rossi (1933–2020), Psychoanalytiker und -therapeut